# Li-2 we Wieruszowie

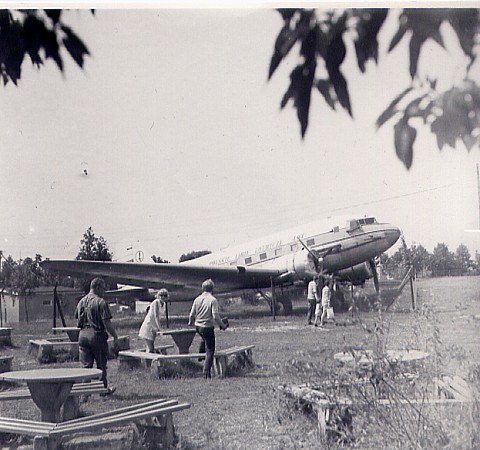
Samolot Li-2 niedługo po sprowadzeniu do miasta

Li-2 – samolot pasażerski ustawiony na ruinach zamku Wieruszowskiego, na lewym brzegu Prosny.
Samolot został sprowadzony do miasta we wrześniu 1968 roku na 600-lecie Wieruszowa.
Dziś samolot jest atrakcją Wieruszowa, władze miasta starają się o przywrócenie go do dawnej świetności, niestety jak dotąd bezskutecznie.